# O2Jam
『O2Jam』（オーツージャム）は韓国製のオンライン音楽ゲームである。
O2Mediaが開発し、Mgameが運営を行っていたが、2006年12月1日に契約終了のためその後はO2Mediaが運営を行う。O2Mediaが破綻したため、2008年2月からはNowcomが運営と開発を行うが、2012年5月30日をもってサービスを終了した。2013年1月にNowcomはO2Jamの権利をMOMOへ譲渡している。日本では、ガマニアによって運営されていたが、2007年5月31日にサービス終了となった。
課金形式は曲購入制で、基本プレイ料金は無料（無料曲と有料曲に分かれている）。
決められた曲で構成されたセットを購入することで、その曲は以降、ほぼ無制限でプレイ可能になる。
（しかし、故に、対戦の場合は、対戦メンバー全員がその曲を持っていなければ、その曲で対戦することはできない。）
曲を購入するには「GASHポイント」が必要である。「GASHポイント」の購入方法は、プリペイド決済、プロバイダー決済、クレジットカード決済、コンビニ決済がある。
また、曲を演奏する際に使うキーは自由に変えられる（初期設定は、S,D,F,spacekey,J,K,L）。

## 特徴
7Key（7つのラインにノートが降ってくる）のみであり、LN（ロングノート：棒状のノートで、途切れるまで押し続ける必要がある）が他の同種ゲームと比べると多いことから、他のオンライン音楽ゲーム（近いものだとDJMAXなど）に比べるとハードルが高かった。
その分、他より難易度の高い曲が多いために一部上級者には支持されていた。
中国版O2Jamでは、BMS、本家beatmaniaから無許可で曲を使用する等の問題が起こっている。

## シリーズ作品
- O2Jam (2003年6月29日、PC)
- O2Jam Analog (2011年7月、Android)
- O2Jam U(2012年5月、iOS、Android)
- O2Jam S(2012年6月、iOS)
- O2Jam Online(2023年、PC)
- O2Jam Remix(2024年8月29日、PC)